# Diogenesia boliviana
Diogenesia boliviana är en ljungväxtart som först beskrevs av Nathaniel Lord Britton, och fick sitt nu gällande namn av Hermann Sleumer. Diogenesia boliviana ingår i släktet Diogenesia och familjen ljungväxter. Inga underarter finns listade i Catalogue of Life.